# The Bachelor
För albumet av Patrick Wolf, se The Bachelor (musikalbum).
The Bachelor är en amerikansk romantisk komedifilm från 1999 i regi av Gary Sinyor. Huvudrollerna spelades av Chris O'Donnell och Renée Zellweger. Filmen är en nyinspelning av Seven Chances från 1925.
Filmen hade premiär 3 november 1999 i USA och visade första gången i Sverige 26 maj 2000.

## Rollista (i urval)
- Chris O'Donnell - Jimmie Shannon
- Renée Zellweger - Anne Arden
- Artie Lange - Marco
- Eddie Asner - Sid Gluckman
- Hal Holbrook - Roy O'Dell
- James Cromwell - Prästen
- Marley Shelton - Natalie Arden
- Peter Ustinov - Farfar James Shannon
- Katharine Towne - Monique
- Rebecca Cross - Stacey
- Stacy Edwards - Zoe
- Mariah Carey - Ilana
- Sarah Silverman - Carolyn
- Jennifer Esposito - Daphne
- Brooke Shields - Buckley Hale-Windsor
- Anastasia Horne - Peppy Boor